# Robert Prosinečki
Robert Prosinečki, né le 12 janvier 1969 à Schwenningen en Allemagne, est un footballeur international yougoslave et croate reconverti entraîneur. Il est actuellement le sélectionneur de l'équipe nationale du Monténégro.
Auteur de 4 buts en 15 sélections avec l'équipe de Yougoslavie, ainsi que de 10 buts en 49 sélections avec l'équipe de Croatie, Prosinečki a la particularité, à l'instar de ses compatriotes Davor Suker ou Alen Bokšić, d'avoir participé à deux coupes du monde sous deux maillots différents (en 1990 pour la Yougoslavie et en 1998 pour la Croatie). 
Il est également le seul joueur au monde à avoir marqué en Coupe du monde avec deux sélections différentes, et également l'un des rares joueurs à avoir porté les couleurs du Real Madrid et du FC Barcelone.

## Biographie

### Enfance et débuts de carrière
Robert Prosinečki est né en Allemagne de l'Ouest dans une famille d'immigrés originaires de l'ex-Yougoslavie, père croate, mère serbe, Emilija Đoković, originaire du village de Ježevica près de Čačak. Il y fera construire en 2011 un terrain de football, ainsi qu'un mini-centre sportif, avec l'aide de la municipalité. C'est en effet dans ce village serbe qu'il fait ses premiers pas et surtout qu'il prend goût au football. 
Robert repartira vivre en Croatie vers l'âge 10 ans (devant alors repartir de zéro, réapprendre la langue, car ne parlant que l'allemand), à Kraljevec na Sutli. 
Il commence sa carrière professionnelle au Dinamo Zagreb à 18 ans, alors entraîné par Miroslav Blažević.

### Étoile rouge de Belgrade
Ce milieu de terrain offensif reconnaissable à sa chevelure blonde fait partie, à l'instar de Dejan Savicevic, Vladimir Jugović ou Siniša Mihajlović, de la génération dorée de l'Étoile Rouge de Belgrade, vainqueur de la coupe des champions en 1991 contre l'Olympique de Marseille. 
Cette performance lui ouvre les portes des championnats étrangers à 22 ans, alors en pleine Guerre de Yougoslavie. Prosinečki choisit alors l'Espagne, bien qu'aucun joueur yougoslave ne pût alors quitter son pays avant 28 ans.

### Carrière en Espagne
Il évolue ainsi six saisons en Espagne, notamment au FC Barcelone, au Real Madrid, au FC Séville, au Real Oviedo, en Belgique au Standard de Liège, et en Angleterre au club de Portsmouth. 
Doté d'une excellente technique mais également d'une condition physique déficiente, il ne parvient pas à s'imposer durablement comme titulaire dans les grands clubs où il passe, que ce soit au Real ou à Barcelone. Il fut notamment surnommé lors de son passage en Espagne « La Petra », du nom de la mascotte des Jeux paralympiques 1992 de Barcelone, à cause de ses trop nombreuses blessures.
Ce « handicap physique » le prive aussi en partie d'une titularisation en Coupe du monde 1998 avec la Croatie (entraînée par Miroslav Blažević, qui l'avait découvert étant jeune), puisqu'il est considéré alors comme un joker de luxe. Il prend néanmoins part à la « petite finale » contre les Pays-Bas. Il inscrit ce soir-là au parc des Princes l'un des plus beaux buts de la compétition, consécutif à un enchaînement technique ayant mystifié Arthur Numan.

### Fin de carrière
À la suite de cette compétition, il plonge dans un certain anonymat jusqu'à la fin de sa carrière, en dépit d'un bref passage en Premier League, à Portsmouth. En 2005, il décide de rechausser les crampons pour aider un petit club croate de 4e division cher à son père, le Savski Marof.

## Carrière d'entraîneur
En décembre 2010, il devient entraîneur de l'Étoile rouge de Belgrade. En 2012, il remporte la Coupe de Serbie mais décide de démissionner le 20 août 2012 à la suite des mauvais résultats du club en championnat. 
Un an et demi après avoir quitté le club de la capitale serbe, il s'engage en Turquie avec l'équipe de Kayserispor le 15 octobre 2012 après la démission de Shota Arveladze qui fait suite à une début de saison chaotique. La formation turque est alors à la 17e place de la Süper Lig et donc en position de relégable. En gagnant 13 matchs sur les 27 restants, il parvient à faire remonter l’équipe qui finit 5e du championnat grâce notamment à l'attaquant Bobô qui inscrit 15 buts en 24 matchs. La saison suivante est marquée par des résultats catastrophiques avec seulement deux victoires en dix-sept matchs et une élimination en coupe de Turquie qui précipite son licenciement le 31 décembre 2013.
Le 25 novembre 2014, il est nommé sélectionneur national de l'équipe d'Azerbaïdjan en remplacement de Berti Vogts. Il prend en main l'équipe de Bosnie-Herzégovine en 2018. Il échoue à la qualifier directement pour l'Euro 2020 et démissionne le 27 novembre 2019.
En décembre 2019, Prosinečki revient au Kayserispor, signant un contrat jusqu'en juin 2020. Le club connaît de sérieuses difficultés en championnat, se trouvant dans la zone de relégation depuis le début de saison, et devant faire face à des soucis financiers.

## Palmarès

### Palmarès en club
| Étoile rouge de Belgrade - Coupe des clubs champions (1) : - Vainqueur : 1990-91. - Championnat de Yougoslavie (3) : - Champion : 1987-88, 1989-90 et 1990-91. - Coupe de Yougoslavie (1) : - Champion : 1989-90. |  | Real Madrid - Coupe d'Espagne (1) : - Vainqueur : 1992-93. - Supercoupe d'Espagne (1) : - Vainqueur : 1993. |  | Croatia Zagreb - Championnat de Croatie (3) : - Champion : 1997-98, 1998-99 et 1999-00. - Coupe de Croatie (1) : - Vainqueur : 1997-98. |  | Olimpija Ljubljana - Coupe de Slovénie (1) : - Vainqueur : 2001-02. |

### Palmarès en sélection
Yougoslavie
- Coupe du monde des moins de 20 ans :
  - Vainqueur : 1987.

 Croatie
- Coupe du monde :
  - 3e : 1998.

### Distinctions personnelles
- Meilleur joueur de la Coupe du monde des moins de 20 ans en 1987.
- Meilleur jeune joueur de la Coupe du monde 1990.
- Footballeur yougoslave de l'année : 1990.
- Trophée Bravo de meilleur jeune européen : 1991.
- Footballeur croate de l'année 1997 (avec Suker).

## Buts internationaux

### Buts avec la Yougoslavie
| # | Date              | Lieu                                         | Adversaire          | But   | Résultat | Compétition              |
| - | ----------------- | -------------------------------------------- | ------------------- | ----- | -------- | ------------------------ |
| 1 | 20 septembre 1989 | Stade de Vojvodina, Novi Sad, Yougoslavie    | Grèce               | 2 – 0 | 3 – 0    | Match amical             |
| 2 | 19 juin 1990      | Stadio Renato Dall'Ara, Bologne, Italie      | Émirats arabes unis | 4 – 1 | 4 – 1    | Coupe du monde 1990      |
| 3 | 12 septembre 1990 | Windsor Park, Belfast, Irlande du Nord       | Irlande du Nord     | 0 – 2 | 0 – 2    | Qualifications Euro 1992 |
| 4 | 16 mai 1991       | Stadion Crvena Zvezda, Belgrade, Yougoslavie | Îles Féroé          | 2 – 0 | 7 – 0    | Qualifications Euro 1992 |

### Buts avec la Croatie
| #  | Date             | Lieu                                     | Adversaire  | But   | Résultat | Compétition                        |
| -- | ---------------- | ---------------------------------------- | ----------- | ----- | -------- | ---------------------------------- |
| 1  | 23 mars 1994     | Estadio Luís Casanova, Valence, Espagne  | Espagne     | 0 – 1 | 0 – 2    | Match amical                       |
| 2  | 25 mars 1995     | Maksimir Stadium, Zagreb, Croatie        | Ukraine     | 3 – 0 | 4 – 0    | Qualifications Euro 1996           |
| 3  | 26 avril 1995    | Maksimir Stadium, Zagreb, Croatie        | Slovénie    | 1 – 0 | 2 – 0    | Qualifications Euro 1996           |
| 4  | 2 avril 1997     | Poljud, Split, Croatie                   | Slovénie    | 1 – 0 | 3 – 3    | Qualifications Coupe du monde 1998 |
| 5  | 3 juin 1998      | Stadion Kantrida, Rijeka, Croatie        | Iran        | 1 – 0 | 2 – 0    | Match amical                       |
| 6  | 6 juin 1998      | Maksimir Stadium, Zagreb, Croatie        | Australie   | 3 – 0 | 7 – 0    | Match amical                       |
| 7  | 14 juin 1998     | Stade Félix-Bollaert, Lens, France       | Jamaïque    | 1 – 2 | 1 – 3    | Coupe du monde 1998                |
| 8  | 11 juillet 1998  | Parc des Princes, Paris, France          | Pays-Bas    | 0 – 1 | 1 – 2    | Coupe du monde 1998                |
| 9  | 5 septembre 2001 | Stadio Olimpico, Serravalle, Saint-Marin | Saint-Marin | 0 – 2 | 0 – 4    | Qualifications Coupe du monde 2002 |
| 10 | 5 septembre 2001 | Stadio Olimpico, Serravalle, Saint-Marin | Saint-Marin | 0 – 4 | 0 – 4    | Qualifications Coupe du monde 2002 |